# Chennaiyin FC
Chennaiyin FC is een voetbalclub uit India, die vanaf oktober 2014 uitkomt in de Indian Super League. De club is verbonden aan Internazionale. De zogenaamde 'marquee speler' van de club in 2014 was Elano. Andere bekende spelers van de club zijn speler-trainer Marco Materazzi, Bernard Mendy, Mickaël Silvestre, Cristian Hidalgo, Stiven Mendoza, Anirudh Thapa, Jeje Lalpekhlua en Rafael Crivellaro.

## Bekende (oud-)trainers
- Owen Coyle
- Fikru Tefera

## Bekende (oud-)spelers
- Elano
- Marco Materazzi
- Alessandro Nesta
- Bernard Mendy
- Mickaël Silvestre
- Cristian Hidalgo
- Stiven Mendoza
- Anirudh Thapa
- Jeje Lalpekhlua
- Rafael Crivellaro

## Erelijst
- Indian Super League (2x)

2015, 2017/18
ATK Mohun Bagan ·
Bengaluru ·
Chennaiyin ·
East Bengal ·
Goa ·
Hyderabad ·
Jamshedpur ·
Kerala Blasters ·
Mumbai City ·
NorthEast United ·
Odisha